# Concept of One
Concept of One foi um projeto de dance-pop e freestyle formado em 1989 pelo produtor musical Tony Moran, logo após o término do The Latin Rascals. O primeiro single lançado por Concept of One foi "Dance with Me", que contem o próprio Tony Moran nos vocais. Outro sucesso foi o single "The Question", que contem a participação do cantor Noel.
Em 16 de Julho de 1993 de foi lançado o primeiro e único álbum de estúdio do projeto, também chamado Concept of One, e além de conter os singles anteriores ("Dance with Me" e "The Question"), contem o single "So in Love", que conta com a participação da cantora Brenda K. Starr. Esse álbum também é marcado pela volta do grupo The Latin Rascals, que participa em três faixas do álbum. Outros artistas que participam do álbum são Christian DeCotto e System 3.

## Discografia

### Álbum de estúdio
| Ano  | Detalhes do álbum                                                          |
| ---- | -------------------------------------------------------------------------- |
| 1993 | Concept of One - Lançado: 16 de Julho de 1993 - Gravadora: Cutting Records |

### Singles
| Ano  | Single          | Posições                  | Álbum          |
| Ano  | Single          | E.U.A. Maxi-Singles Sales | Álbum          |
| ---- | --------------- | ------------------------- | -------------- |
| 1989 | "Dance with Me" | 32                        | Concept of One |
| 1990 | "The Question"  | 24                        | Concept of One |
| 1993 | "So in Love"    | —                         | Concept of One |